# Punto isolato
In topologia generale, un punto isolato per un insieme {\displaystyle S} è un punto che non ha altri punti di {\displaystyle S} "vicini".

## Definizione
Un punto {\displaystyle x_{0}} appartenente ad un sottoinsieme {\displaystyle S} in uno spazio topologico  è un punto isolato  di {\displaystyle S} se esiste un intorno di {\displaystyle x_{0}} non contenente altri punti di {\displaystyle S}.

### Spazio metrico o euclideo
In particolare, in uno spazio euclideo (o in uno spazio metrico), {\displaystyle x_{0}} è un punto isolato di {\displaystyle S} se esiste una palla aperta centrata in {\displaystyle x_{0}} che non contiene nessun elemento di {\displaystyle S} diverso da {\displaystyle x_{0}}.

### Definizioni equivalenti
In modo equivalente, un punto {\displaystyle x_{0}} di {\displaystyle S} non è un punto isolato se e solo se {\displaystyle x_{0}} è un punto di accumulazione per {\displaystyle S}.

## Insieme discreto
Un insieme {\displaystyle S} costituito esclusivamente di punti isolati è detto insieme discreto.
Ogni insieme finito in uno spazio metrico è discreto. Il viceversa è vero se lo spazio metrico è compatto e {\displaystyle S} è chiuso: in uno spazio compatto, ogni sottoinsieme chiuso discreto è finito.
Un sottoinsieme discreto in uno spazio non compatto può non essere finito, ma generalmente è numerabile: questo accade ad esempio nello spazio euclideo. D'altra parte, non è vero che ogni sottoinsieme numerabile dello spazio euclideo è discreto: ad esempio l'insieme {\displaystyle \mathbb {Q} } dei numeri razionali è numerabile ma non discreto.

## Insieme perfetto
Un insieme chiuso senza punti isolati, costituito da soli punti di accumulazione, è detto insieme perfetto.

## Esempi
Ogni elemento di {\displaystyle \mathbb {N} } è isolato in {\displaystyle \mathbb {N} } infatti:
Sia {\displaystyle n_{0}\in \mathbb {N} \ } e sia {\displaystyle I(n_{0},r)} un intorno di {\displaystyle n_{0}} e di raggio {\displaystyle r}.

Allora dalla definizione abbiamo che {\displaystyle n_{0}\in \mathbb {N} \ } è un punto isolato in {\displaystyle \mathbb {N} \ \Leftrightarrow \ \exists \ r\in \mathbb {R} \ :I(n_{0},r)\cap \mathbb {N} \smallsetminus \!\left\{n_{0}\right\}=\varnothing }.

Poiché per {\displaystyle r={\frac {1}{2}}} risulta che {\displaystyle I(n_{0},r)\cap \mathbb {N} \smallsetminus \!\left\{n_{0}\right\}=\varnothing }, deduciamo che {\displaystyle n_{0}} è isolato.
Gli spazi topologici dei seguenti esempi sono da considerare sottospazi della retta reale.
- Per l'insieme {\displaystyle S=\{0\}\cup [1,2]}, il punto {\displaystyle 0} è un punto isolato.
- Per l'insieme {\displaystyle S=\{0\}\cup \{1,1/2,1/3,\ldots \}}, ciascun punto {\displaystyle 1/k} è un punto isolato, tranne il punto {\displaystyle 0} che non lo è perché esistono altri punti appartenenti all'insieme {\displaystyle S} vicini a {\displaystyle 0} quanto desiderato.
- L'insieme {\displaystyle \mathbb {N} =\{0,1,2,\ldots \}} dei numeri naturali è un insieme discreto.
- L'insieme chiuso {\displaystyle [a,b]} è un insieme perfetto.